# 小捷爾尼夫卡

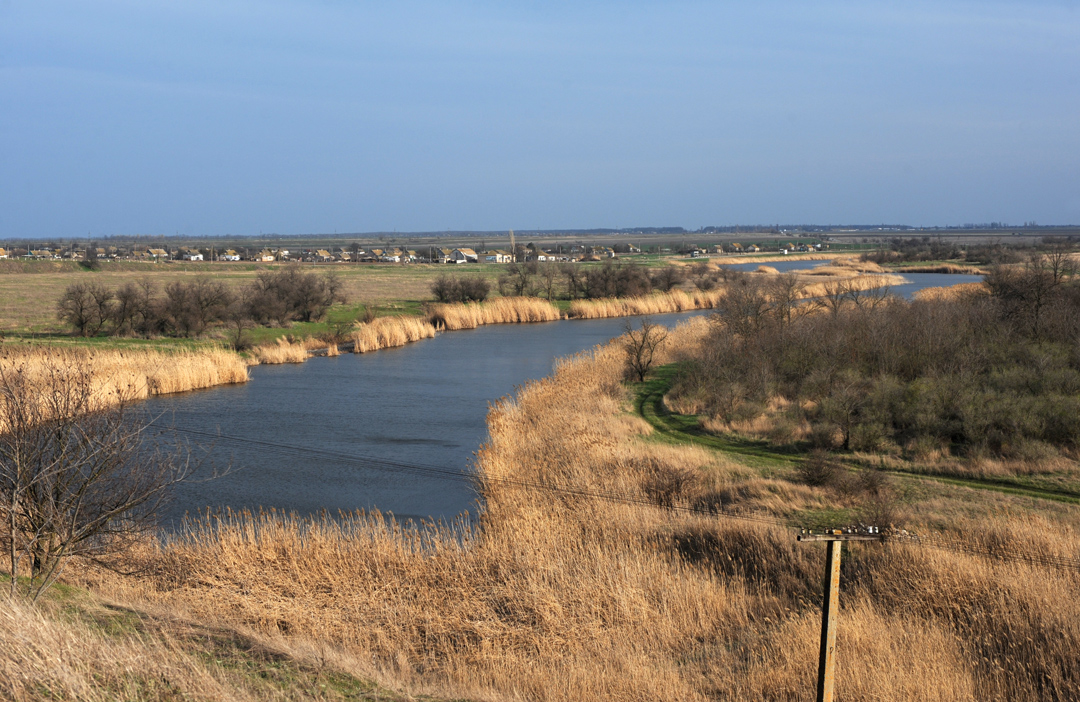

46°35′24″N 35°12′31″E / 46.59000°N 35.20861°E
小捷爾尼夫卡（烏克蘭語：Мала Тернівка）是位於烏克蘭東南部的村莊，由扎波羅熱州梅利托波爾區的亞基米夫卡市鎮負責管轄。該村面積0.98平方公里，海拔高度10米，2001年人口230，人口密度每平方公里235.7人。